# サンドロ・インゴリッチュ
サンドロ・インゴリッチュ（Sandro Ingolitsch、1997年4月18日 - ）は、オーストリア・ ザルツブルク州シュヴァルツァッハ・イム・ポンガウ出身のサッカー選手。元U-21オーストリア代表。SCラインドルフ・アルタッハ所属。ポジションはサイドバック。
2017年、FCレッドブル・ザルツブルクが決勝戦でSLベンフィカを破りUEFAユースリーグで初優勝した際のキャプテンであった。

## 経歴

### クラブ
8歳の時、地元クラブのSKビショフスホーフェンでサッカーを始める。ザルツブルク州のアマチュアクラブUSKアニフを経て2011年にオーストリア・ブンデスリーガ1部に属するFCレッドブル・ザルツブルクのアカデミーに移籍。各年代別のチームに所属し経験を積む。2014-15シーズンにはU-18チームのキャプテンを務め、U18ブンデスリーガで優勝。
2015年5月29日、FCリーフェリングのメンバーに入りSVマッテルスブルク戦でオーストリア・ブンデスリーガ2部においてプロデビューを果たす。
2016-17年シーズンではUEFAユースリーグにFCレッドブル・ザルツブルクU18の一員として出場。マルコ・ローゼ監督の下、マンチェスター・シティFC、パリ・サンジェルマンFC、アトレティコ・マドリード、FCバルセロナを立て続いて破り決勝戦に進出。決勝戦のSLベンフィカ戦ではキャプテンとしてチームを率いてUEFAユースリーグでの初優勝を達成した。当時のチームメートにはザヴェル・シュラーガー、アマドゥ・ハイダラ、パトソン・ダカやハネス・ヴォルフがいる。
2017-18シーズン、オーストリア・ブンデスリーガに属するSKNザンクト・ペルテンに2020年6月までの契約で完全移籍。オーストリア・ブンデスリーガでは合計73試合に出場した。
2020年8月5日、同リーグに属するSKシュトゥルム・グラーツに2023年6月までの契約で移籍する。2022年10月6日のSSラツィオ戦でUEFAヨーロッパリーグでのデビューを飾った（試合は0-0の引き分け）。
2023年8月、SCラインドルフ・アルタッハに移籍した。

### オーストリア代表
U-17及びU-18オーストリア代表に選ばれる。
2016年ドイツで開催されたUEFA U-19欧州選手権2016にはU-19オーストリア代表として出場する。
2017年3月27日、U-21オランダ代表とのテスト・マッチで先発出場。
2019年6月、イタリアとサンマリノで開催されたUEFA U-21欧州選手権2019に U-21オーストリア代表として出場。

## タイトル
レッドブル・ザルツブルクU-19
- UEFAユースリーグ 2016-17 : 1回 （2017）

シュトルム・グラーツ
- オーストリア・カップ : 1回 (2022-23)